# (5515) Naderi
Pour les articles homonymes, voir Naderi.
(5515) Naderi est un astéroïde de la ceinture principale.

## Description
(5515) Naderi est un astéroïde de la ceinture principale. Il fut découvert le 5 mars 1989 à Palomar par  Eleanor Francis Helin. Il présente une orbite caractérisée par un demi-grand axe de 2,67 UA, une excentricité de 0,22 et une inclinaison de 13,1° par rapport à l'écliptique.

## Compléments